# Bemandede rumflyvninger i 1970'erne
Dette er en detaljeret liste under hovedlisten bemandede rumflyvninger.
Dette er en detaljeret liste over bemandede rumflyvninger mellem 1971 og 1979. Dette inkluderer de sidste Apollomissioner, den amerikanske Skylab rumstation samt de sovjetiske Saljutstationer og en del af Sojuz-programmet.
- Rød indikerer dødsfald.
- Grøn indikerer suborbitale flyvninger og flyvninger hvor det ikke lykkedes at komme i kredsløb.
- Grå indikerer flyvninger til månen.

| Oversigt 60'erne 70'erne 80'erne 90'erne 2000 til nu      |                                                         |                                                         |                                                         |                                                         | |
| Besætning                                                 | Opsendelses- fartøj                                     | Beboelsesmodul                                          | Beboelsesmodul                                          | Genindtrædelses- fartøj                                 | Kort missionsoversigt |
| Opsendelser i 1970                                        |                                                         |                                                         |                                                         |                                                         | |
| James Lovell Jack Swigert Fred Haise                      | 11. april 1970 Apollo 13                                | 11. april 1970 Apollo 13                                | 17. april 1970 Apollo 13                                | 17. april 1970 Apollo 13                                | Månelanding aflyst efter eksplosion. |
| Andrijan Nikolajev Vitalij Sevastjanov                    | 1. juni 1970 Sojuz 9                                    | 1. juni 1970 Sojuz 9                                    | 19. juni 1970 Sojuz 9                                   | 19. juni 1970 Sojuz 9                                   | Undersøgelse af effekterne af længere tids rumfart. |
| Opsendelser i 1971                                        |                                                         |                                                         |                                                         |                                                         | |
| Alan Shepard Stuart Roosa Edgar Mitchell                  | 31. januar 1971 Apollo 14                               | 31. januar 1971 Apollo 14                               | 9. februar 1971 Apollo 14                               | 9. februar 1971 Apollo 14                               | Tredje månelanding. Shepard bliver den første og eneste Mercury-astronaut, der går på månen. |
| Vladimir Sjatalov Aleksej Jelisejev Nikolaj Rukavisjnikov | 23. april 1971 Sojuz 10                                 | 23. april 1971 Sojuz 10                                 | 25. april 1971 Sojuz 10                                 | 25. april 1971 Sojuz 10                                 | Mislykket forsøg på at komme om bord på rumstationen Saljut 1. |
| Georgij Dobrovolskij Viktor Patsajev Vladislav Volkov     | 6. juni 1971 Sojuz 11                                   | Saljut 1                                                | Saljut 1                                                | 29. juni 1971 Sojuz 11                                  | Det lykkedes at komme om bord på Saljut 1 som dermed blev den første bemandede rumstation, men hele besætningen døde ved genindtræden i jordens atmosfære pga. en lækage.                                                              |
| David Scott Alfred Worden James Irwin                     | 26. juli 1971 Apollo 15                                 | 26. juli 1971 Apollo 15                                 | 7. august 1971 Apollo 15                                | 7. august 1971 Apollo 15                                | Fjerde månelanding. Første månebil. |
| Opsendeler i 1972                                         |                                                         |                                                         |                                                         |                                                         | |
| John Young Ken Mattingly Charles Duke                     | 16. april 1972 Apollo 16                                | 16. april 1972 Apollo 16                                | 27. april 1972 Apollo 16                                | 27. april 1972 Apollo 16                                | Femte månelanding. |
| Gene Cernan Ron Evans Harrison Schmitt                    | 7. december 1972 Apollo 17                              | 7. december 1972 Apollo 17                              | 19. december 1972 Apollo 17                             | 19. december 1972 Apollo 17                             | Sjette og sidste månelanding i Apollo-programmet. |
| Opsendelser i 1973                                        |                                                         |                                                         |                                                         |                                                         | |
| Pete Conrad Paul Weitz Joseph Kerwin                      | 25. maj 1973 Skylab 2                                   | Skylab                                                  | Skylab                                                  | 22. juni 1973 Skylab 2                                  | Første mission til rumstationen Skylab. Brugte næsten en måned i rummet. |
| Alan Bean Jack Lousma Owen Garriott                       | 28. juli 1973 Skylab 3                                  | Skylab                                                  | Skylab                                                  | 25. september 1973 Skylab 3                             | Brugte næsten to måneder i rummet. Diverse videnskabelige eksperimenter. |
| Vasilij Lazarev Oleg Makarov                              | 27. september 1973 Sojuz 12                             | 27. september 1973 Sojuz 12                             | 29. september 1973 Sojuz 12                             | 29. september 1973 Sojuz 12                             | Testflyvning af en ny model af Sojuzfartøjet efter ulykken med Sojuz 11. |
| Gerald Carr William Pogue Edward Gibson                   | 16. november 1973 Skylab 4                              | Skylab                                                  | Skylab                                                  | 8. februar 1974 Skylab 4                                | Brugte næsten tre måneder i rummet. Diverse videnskabelige eksperimenter. |
| Valentin Lebedev Pjotr Klimuk                             | 18. december 1973 Sojuz 13                              | 18. december 1973 Sojuz 13                              | 26. december 1973 Sojuz 13                              | 26. december 1973 Sojuz 13                              | Anden testflyvning af den nye Sojuzkapsel. Astronomiske observationer. |
| Opsendelser i 1974                                        |                                                         |                                                         |                                                         |                                                         | |
| Jurij Artjukhin Pavel Popovitj                            | 3. juli 1974 Sojuz 14                                   | Saljut 3                                                | Saljut 3                                                | 19. juli 1974 Sojuz 14                                  | Militær mission. |
| Lev Djomin Gennadij Sarafanov                             | 26. august 1974 Sojuz 15                                | 26. august 1974 Sojuz 15                                | 28. august 1974 Sojuz 15                                | 28. august 1974 Sojuz 15                                | Mislykket forsøg på at komme om bord på rumstationen Sajlut 3. |
| Anatolij Filiptjenko Nikolaj Rukavisjnikov                | 2. december 1974 Sojuz 16                               | 2. december 1974 Sojuz 16                               | 8. december 1974 Sojuz 16                               | 8. december 1974 Sojuz 16                               | Testflyvning for at forberede fælles amerikansk-sovjetisk rumflyvning. |
| Opsendelser i 1975                                        |                                                         |                                                         |                                                         |                                                         | |
| Georgij Gretjko Aleksej Gubarev                           | 11. januar 1975 Sojuz 17                                | Saljut 4                                                | Saljut 4                                                | 10. februar 1975 Sojuz 17                               | Astronomiske observationer. |
| Vasilij Lazarev Oleg Makarov                              | 5. april 1975 Sojuz 18a                                 | 5. april 1975 Sojuz 18a                                 | 5. april 1975 Sojuz 18a                                 | 5. april 1975 Sojuz 18a                                 | Kom ikke i kredsløb pga. fejl. |
| Pjotr Klimuk Vitalij Sevastjanov                          | 24. maj 1975 Sojuz 18                                   | Saljut 4                                                | Saljut 4                                                | 26. juli 1975 Sojuz 18                                  | Forskning i effekterne af lange ophold i rummet. |
| Aleksej Leonov Valerij Kubasov                            | 15. juli 1975 Sojuz 19                                  | 15. juli 1975 Sojuz 19                                  | 21. juli 1975 Sojuz 19                                  | 21. juli 1975 Sojuz 19                                  | Apollo-Sojuz-testprogrammet (ASTP); første amerikansk-sovjetiske samarbejde i rummet. De to fartøjer sammenkobledes i rummet og byttede flag og gaver. Sidste bemandede amerikanske mission indtil rumfærgen Columbias mission i 1981. |
| Tom Stafford Vance Brand Deke Slayton                     | 15. juli 1975 Apollo-Sojuz (uofficielt navn: Apollo 18) | 15. juli 1975 Apollo-Sojuz (uofficielt navn: Apollo 18) | 24. juli 1975 Apollo-Sojuz (uofficielt navn: Apollo 18) | 24. juli 1975 Apollo-Sojuz (uofficielt navn: Apollo 18) | Apollo-Sojuz-testprogrammet (ASTP); første amerikansk-sovjetiske samarbejde i rummet. De to fartøjer sammenkobledes i rummet og byttede flag og gaver. Sidste bemandede amerikanske mission indtil rumfærgen Columbias mission i 1981. |
| Opsendelser i 1976                                        |                                                         |                                                         |                                                         |                                                         | |
| Boris Volynov Vitalij Zjolobov                            | 6. juni 1976 Sojuz 21                                   | Saljut 5                                                | Saljut 5                                                | 24. august 1976 Sojuz 21                                | Bedømmelse af Saljut 5 rumstationens militære overvågningsevner. |
| Valerij Bykovskij Vladimir Aksjonov                       | 9. september 1976 Sojuz 22                              | 9. september 1976 Sojuz 22                              | 23. september 1976 Sojuz 22                             | 23. september 1976 Sojuz 22                             | Fotografering af jorden. |
| Vjatjeslav Sudov Valerij Rozjdestvenskij                  | 14. oktober 1976 Sojuz 23                               | 14. oktober 1976 Sojuz 23                               | 16. oktober 1976 Sojuz 23                               | 16. oktober 1976 Sojuz 23                               | Mislykket forsøg på at komme om bord på rumstationen Saljut 5. |
| Opsendelser i 1977                                        |                                                         |                                                         |                                                         |                                                         | |
| Viktor Gorbatko Jurij Glazkov                             | 7. februar 1977 Sojuz 24                                | Saljut 5                                                | Saljut 5                                                | 25. februar 1977 Sojuz 24                               | Undersøgelse af luftkvaliteten om bord på Saljut 5. |
| Vladimir Kovaljonov Valerij Rjumin                        | 9. oktober 1977 Sojuz 25                                | 9. oktober 1977 Sojuz 25                                | 11. oktober 1977 Sojuz 25                               | 11. oktober 1977 Sojuz 25                               | Mislykket forsøg på at komme om bord på Saljut 6. |
| Georgij Gretjko Jurij Romanenko                           | 10. december 1977 Sojuz 26                              | Saljut 6                                                | Saljut 6                                                | 16. marts 1978 Sojuz 27                                 | Første sammenkobling med Saljut 6. |
| Opsendelser i 1978                                        |                                                         |                                                         |                                                         |                                                         | |
| Vladimir Dzjanibekob Oleg Makarov                         | 10. januar 1978 Sojuz 27                                | Saljut 6                                                | Saljut 6                                                | 16. januar 1978 Sojuz 26                                | |
| Aleksej Gubarev Vladimír Remek                            | 2. marts 1978 Sojuz 28                                  | Saljut 6                                                | Saljut 6                                                | 10. marts 1978 Sojuz 28                                 | Første tjekkiske kosmonaut og den første der hverken kom fra USA eller Sovjetunionen (Remek). |
| Vladimir Kovaljonov Aleksandr Ivantjenkov                 | 15. juni 1978 Sojuz 29                                  | Saljut 6                                                | Saljut 6                                                | 2. november 1978 Sojuz 31                               | Udskiftning af besætning på Saljut 6. |
| Pjotr Klimuk Miroslaw Hermaszewski                        | 27. juni 1978 Sojuz 30                                  | Saljut 6                                                | Saljut 6                                                | 5. juli 1978 Sojuz 30                                   | Biovidenskabelige eksperimenter. Jordobservation og undersøgelse af nordlys. Første polak i rummet (Hermaszewski). |
| Valerij Bykovskij Sigmund Jähn                            | 26. august 1978 Sojuz 31                                | Saljut 6                                                | Saljut 6                                                | 3. september 1978 Sojuz 29                              | Første tysker i rummet (Jähn). |
| Opsendelser i 1979                                        |                                                         |                                                         |                                                         |                                                         | |
| Vladimir Ljakhov Valerij Rjumin                           | 25. februar 1979 Sojuz 32                               | Saljut 6                                                | Saljut 6                                                | 19. august 1979 Sojuz 34                                | Udskiftning af besætningen på Saljut 6. |
| Nikolaj Rukavisjnikov Georgi Ivanov                       | 10. april 1979 Sojuz 33                                 | 10. april 1979 Sojuz 33                                 | 12. april 1979 Sojuz 33                                 | 12. april 1979 Sojuz 33                                 | Mislykket forsøg på at komme om bord på Saljut 6. Første bulgarer i rummet (Ivanov). |
| Oversigt 60'erne 70'erne 80'erne 90'erne 2000 til nu      |                                                         |                                                         |                                                         |                                                         | |